# Melanogastraceae
Melanogastraceae là một họ nấm thuộc bộ Boletales.